# Bataille de Marracuene
Révolte des Tsongas (1894-1895)
La bataille de Marracuene est livrée le 2 février 1895, à proximité de Marracuene dans le sud du Mozambique, pendant la révolte des Tsongas ou Thongas contre l'autorité coloniale portugaise. Elle oppose 3 000 Tsongas, commandés par le chef Mahazuli, à 830 soldats portugais, sous les ordres du major Alfredo Augusto Caldas Xavier, et se termine par la défaite des révoltés.